# Серафима (княжна Корецкая)
Серафима (в миру — княжна Софья Корецкая) — первая игуменья Корецкого Воскресенского монастыря на Волыни в первой половине XVII века.
Известно, что по духовному завещанию игуменьи Серафимы 1633 года монастырю должно было быть передано имение с тем, чтобы он оставался в лоне православия, однако, несмотря на это, монастырь в 1752—1795 годах принадлежал униатам.